# د.كوشو!
دانييل مانزانو سالازار (بالإنجليزية: Daniel Manzano Salazar)‏ (من مواليد 4 ديسمبر 1972) والمعروف أكثر باسمه الفني الدكتور كوتشو!، هو منتج تسجيلات ودي جي إسباني مختص بموسيقى الهاوس. اشتهر بأغانيته المنفردة عام 2005 «لا يمكن أن يتوقف عن اللعب» مع غريغور سالتو. تم إعادة إصدار الأغنية في عام 2014، وإعادة مزجها بواسطة أوليفر هيلدنز. نجحت الأغنية في تصنيف المملكة المتحدة للأغاني، حيث وصلت إلى المرتبة الرابعة.

## روابط خارجية
- د.كوشو! على موقع ميوزك برينز (الإنجليزية)
- د.كوشو! على موقع ديسكوغز (الإنجليزية)